# Alvito (Portugal)
Alvito is een plaats en gemeente in het Portugese district Beja.
De gemeente heeft een totale oppervlakte van 267 km² en telde 2688 inwoners in 2001.

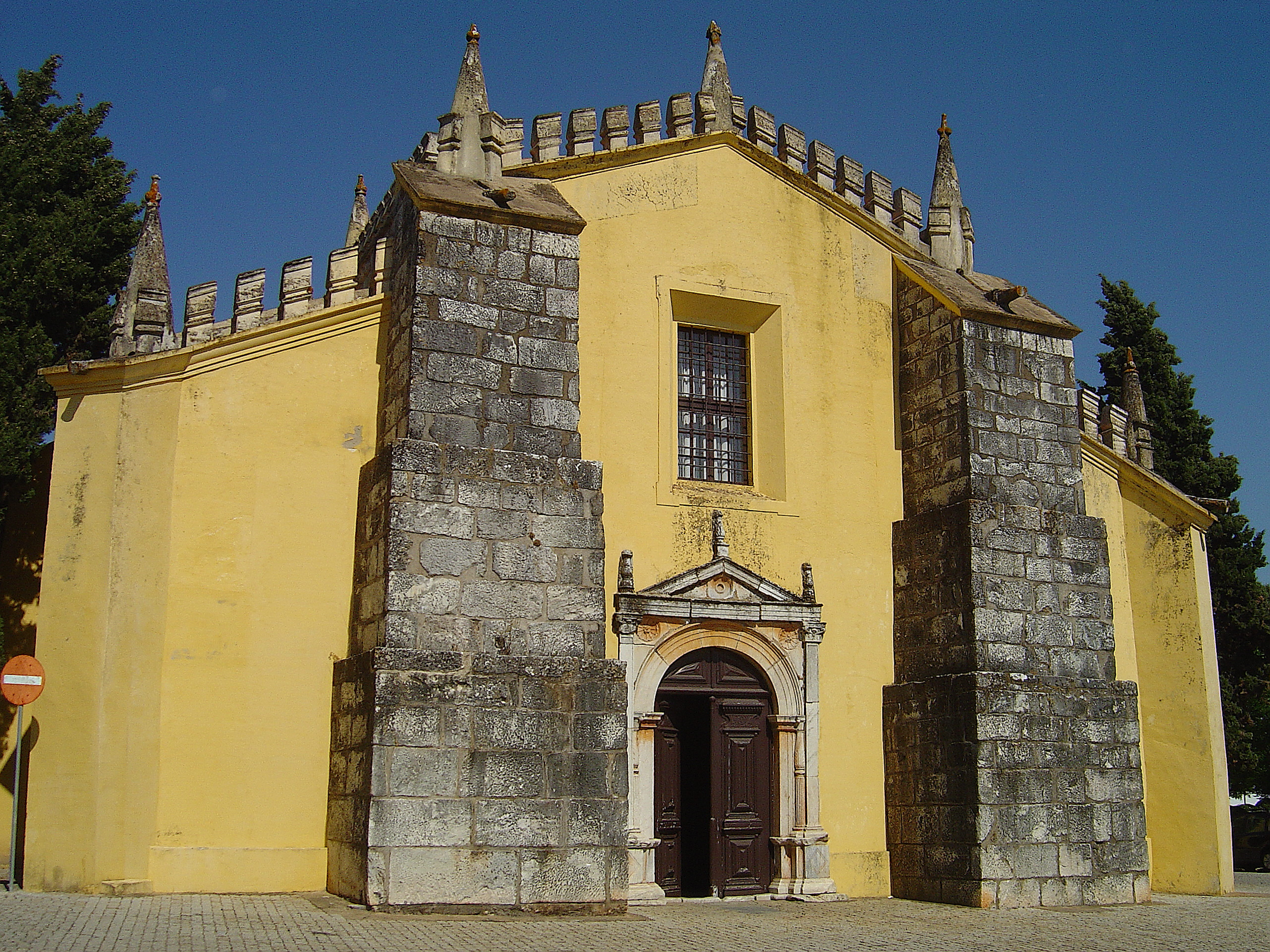
De kerk Matriz in Alvito